# Alfredo Zacarías
Alfredo Héctor Zacarías Bustos (* 21. November 1941 in Mexiko-Stadt) ist ein mexikanischer Drehbuchautor, Filmproduzent und Filmregisseur.

## Leben
Zacarías ist der Sohn der mexikanischen Filmindustrie-Legende Miguel Zacarías (1905–2006). Sein Cousin war der Filmregisseur René Cardona jr. (1939–2003). Er begann 1960 mit dem Verfassen erster Drehbücher und war ab 1962 jährlich an mindestens einem Film als Drehbuchautor beteiligt. Ab den 1980er Jahren gingen seine Werke deutlich zurück. Ab Mitte der 1960er Jahre war er zusätzlich als Filmproduzent und -regisseur, häufiger gemeinsam mit seinem Vater, tätig. Viele Filme hatten behandelten das Leben und Wirken von Jesus Christus. Seine bisher letzten Filme waren Las nachas (1991), Crime of Crimes (1992) und The Pearl (2001). Bekanntere Filme im deutschsprachigen Raum waren Die Gesetzlosen von 1967, The Bees – Operation Todesstachel von 1978 und Macabra – Die Hand des Teufels von 1981. Die beiden letztgenannten Filme wurden als Teil des Sendeformats Die schlechtesten Filme aller Zeiten von Tele 5 in jüngerer Zeit ausgestrahlt.

## Filmografie

### Drehbuch
- 1960: Tin Tan y las modelos
- 1962: Las hijas del Amapolo
- 1962: ¡En peligro de muerte!
- 1963: Fuerte, audaz y valiente
- 1964: La edad de piedra
- 1965: Escuela para solteras
- 1966: Cada quién su lucha
- 1966: Los cuatro Juanes
- 1966: Juan Colorado
- 1966: Juan Pistolas
- 1966: Los dos rivales
- 1967: Los alegres Aguilares
- 1967: Ven a cantar conmigo
- 1967: Dos pintores pintorescos (story)
- 1967: Die Gesetzlosen (The Bandits)
- 1968: Operación carambola
- 1968: Un extraño en la casa
- 1969: Mi padrino
- 1969: Santo contra Capulina
- 1970: Jóvenes de la Zona Rosa
- 1970: Capulina corazón de leon
- 1970: La vida de Chucho el Roto
- 1970: Capulina 'Speedy' González: 'El Rápido
- 1970: Yo soy Chucho el Roto
- 1970: El hermano Capulina
- 1970: La mujer de oro
- 1971: El inolvidable Chucho el Roto
- 1971: Jesús, nuestro Señor
- 1971: El nano: Niñera con bigotes
- 1972: ¡Cómo hay gente sinvergüenza!
- 1972: Jesús, María y José
- 1972: Ni solteros, ni casados
- 1973: El bueno para nada
- 1973: Capulina contra las momias
- 1973: El caballo torero
- 1974: El carita
- 1974: Capulina contra los monstruos
- 1975: El investigador Capulina
- 1976: El karateca azteca
- 1977: Lo veo y no lo creo
- 1977: Capulina Chisme Caliente
- 1978: The Bees – Operation Todesstachel (The Bees)
- 1978: El circo de Capulina
- 1979: Un cura de locura
- 1981: Macabra – Die Hand des Teufels (Demonoid: Messenger of Death)
- 1981: El rey de Monterrey
- 1982: El naco mas naco
- 1983: El sargento Capulina
- 1991: Las nachas
- 1992: Crime of Crimes
- 2001: The Pearl

### Produzent
- 1964: La edad de piedra
- 1966: Los cuatro Juanes
- 1966 Cada quién su lucha
- 1966: Juan Colorado
- 1966: Los dos rivales
- 1967: Los alegres Aguilares
- 1967: Die Gesetzlosen (The Bandits)
- 1968: Un extraño en la casa
- 1969: Mi padrino
- 1969: Santo contra Capulina
- 1970: La vida de Chucho el Roto
- 1970: Capulina 'Speedy' González: 'El Rápido
- 1970: Yo soy Chucho el Roto
- 1970: Los amores de Chucho el Roto
- 1970: El hermano Capulina
- 1970: La mujer de oro
- 1971: El inolvidable Chucho el Roto
- 1971: Jesús, nuestro Señor
- 1971: Jesús, el niño Dios
- 1972: ¡Cómo hay gente sinvergüenza!
- 1972: Jesús, María y José
- 1972: Ni solteros, ni casados
- 1973: Capulina contra las momias
- 1973: El caballo torero
- 1974: El carita
- 1974: Capulina contra los monstruos
- 1975: El investigador Capulina
- 1976: El guía de las turistas
- 1976: El karateca azteca (executive producer)
- 1977: Lo veo y no lo creo
- 1977: Capulina Chisme Caliente
- 1978: The Bees – Operation Todesstachel (The Bees)
- 1978: El circo de Capulina
- 1979: Un cura de locura
- 1980: La vida de nuestro señor Jesucristo
- 1981: Macabra – Die Hand des Teufels (Demonoid: Messenger of Death)
- 1981: El rey de Monterrey
- 1982: El naco mas naco
- 1983: El sargento Capulina
- 1991: Las nachas
- 1992: Crime of Crimes

### Regie
- 1967: Ven a cantar conmigo
- 1967: Die Gesetzlosen (The Bandits)
- 1968: Operación carambola
- 1968: Un extraño en la casa
- 1969: Mi padrino
- 1970: Jóvenes de la Zona Rosa
- 1970: La vida de Chucho el Roto
- 1970: Capulina 'Speedy' González: 'El Rápido
- 1970: Yo soy Chucho el Roto
- 1970: Los amores de Chucho el Roto
- 1970: El hermano Capulina
- 1971: El inolvidable Chucho el Roto
- 1972: Ni solteros, ni casados
- 1972: Me he de comer esa tuna
- 1973: Capulina contra las momias (El terror de Guanajuato)
- 1973: El caballo torero
- 1976: El karateca azteca
- 1977: Lo veo y no lo creo
- 1978: The Bees – Operation Todesstachel (The Bees)
- 1981: Macabra – Die Hand des Teufels (Demonoid: Messenger of Death)
- 1981: El rey de Monterrey
- 1982: El naco mas naco
- 1983: El sargento Capulina
- 1991: Las nachas
- 1992: Crime of Crimes
- 2001: The Pearl